# 5059 Сарома
5059 Сарома (5059 Saroma) — астероїд головного поясу, відкритий 11 січня 1988 року.
Тіссеранів параметр щодо Юпітера — 3,372.
Назва за озеро Сарома у Національному парку Абашірі на острові Хоккайдо, Японія.